# 세페우스자리 감마
세페우스자리 감마(Gamma Cephei, γ Cep, γ Cephei)는 세페우스자리에 있는 쌍성계이다. 전통적으로 불리던 애칭은 알라이(Alrai) 또는 에라이(Errai, Er Rai)이다.

## 물리적 특징
이 별은 지구에서 약 45광년 떨어져 있으며 겉보기 등급은 3.22이다. 쌍성 둘 중 밝은 쪽은 분광형 K1의 오렌지색 준거성이다. 작고 어두운 쪽은 궤도가 정확히 밝혀지지 않은, 적색 왜성이다. 현재 이 반성의 궤도에 대한 가장 유력한 예측값은 주성과 10~29천문단위 떨어져서 70±16년 주기로 공전하는 것이다. 예상 이심율은 0.439±0.06이다.(코찬 연구진의 2002년 자료)
세페우스자리 감마는 지구의 세차 운동 때문에 북극성이 될 수 있는 후보이다. 서기 3000년 경 지금의 폴라리스보다 천구 북극에 더 가까이 접근할 것이며, 4000년 경에는 천구 북극에 가장 가까이 다가갈 것이다. 이후 서기 5200년 경 북극성의 지위는 세페우스자리 이오타에게 넘어갈 것이다.
이 별의 전통적 이름 알라이는 아랍어 الراعي ar-rā‘ī에서 왔으며 '양치기'의 뜻이다. 혼란스러운 것은, 뱀주인자리 베타도 알라이로 불려 왔다는 점이다. 하지만 뱀주인자리 베타는 알라이보다는 '케발라이' 또는 '켈브 알라이'로 더 자주 불리며, 이는 '양치기의 개'라는 의미이다.

## 행성계
1988년 브루스 캠벨, 고든 워커, 스테판슨 양이 이끄는 캐나다 연구진이 세페우스자리 감마 주위를 공전하고 있는 행성을 발견했다. 1989년 이 행성의 존재를 앤서니 로턴, P. 라이트가 다시 입증했다. 이 발견은 외계 행성을 최초로 발견한 사례이며 이후 다른 천문학자들이 외계행성을 발견하는 데 사용하게 될 시선 속도법을 이용하여 측정한 것이다. 그러나 이 행성의 발견 사실은 관측 자료의 질이 연구의 신빙성을 입증하는 데 부족하다는 이유로 1992년까지 인정을 받지 못했다. 이후 2002년 맥도널드 천문대의 아티 헤치스와 그의 동료들이 연구한 새로운 데이터에 의해 이 행성의 존재에 대한 신빙성이 크게 높아졌다.
| 동반 천체 (가까운 순서) | 질량 (MJ) | 공전 주기 (일) | 궤도장반경 (AU) | 이심률      |
| ----------------------- | --------- | -------------- | --------------- | ----------- |
| b                       | >1.59     | 902.96 ± 6     | 2.03            | 0.2 ± 0.069 |

## 같이 보기
- 별자리
  - 세페우스자리
- 항성
  - 글리제 777
  - 세페우스자리 델타
  - 시계자리 이오타
- 외계행성
  - 세페우스자리 감마 Ab

## 참고 문헌
- Campbell;  외. (1988). “태양형 항성들의 준항성 동반체를 찾기 위한 연구(A search for substellar companions to solar-type stars)”. 《The Astrophysical Journal》 331: 902-921.
- Hatzes;  외. (2003). “세페우스자리 감마 A의 행성 동반체(A Planetary Companion to Gamma Cephei A)”. 《The Astrophysical Journal》 599 (2): 1383 – 1394. doi:10.1086/379281.